# إسماعيل دياكيتي
إسماعيل دياكيتي (بالفرنسية: Ismaël Diakité)‏ (من مواليد 13 ديسمبر 1991) هو لاعب كرة قدم موريتاني محترف يلعب في مركز المهاجم في صفوف نادي القيصومة السعودي.

## وصلات خارجية
- إسماعيل دياكيتي على موقع قاعدة بيانات كرة القدم.إي يو (الإنجليزية)
- إسماعيل دياكيتي على موقع ناشيونال فوتبول تيمز (الإنجليزية)
- إسماعيل دياكيتي على موقع Soccerway.com (الإنجليزية)